# Rete europea dei geoparchi

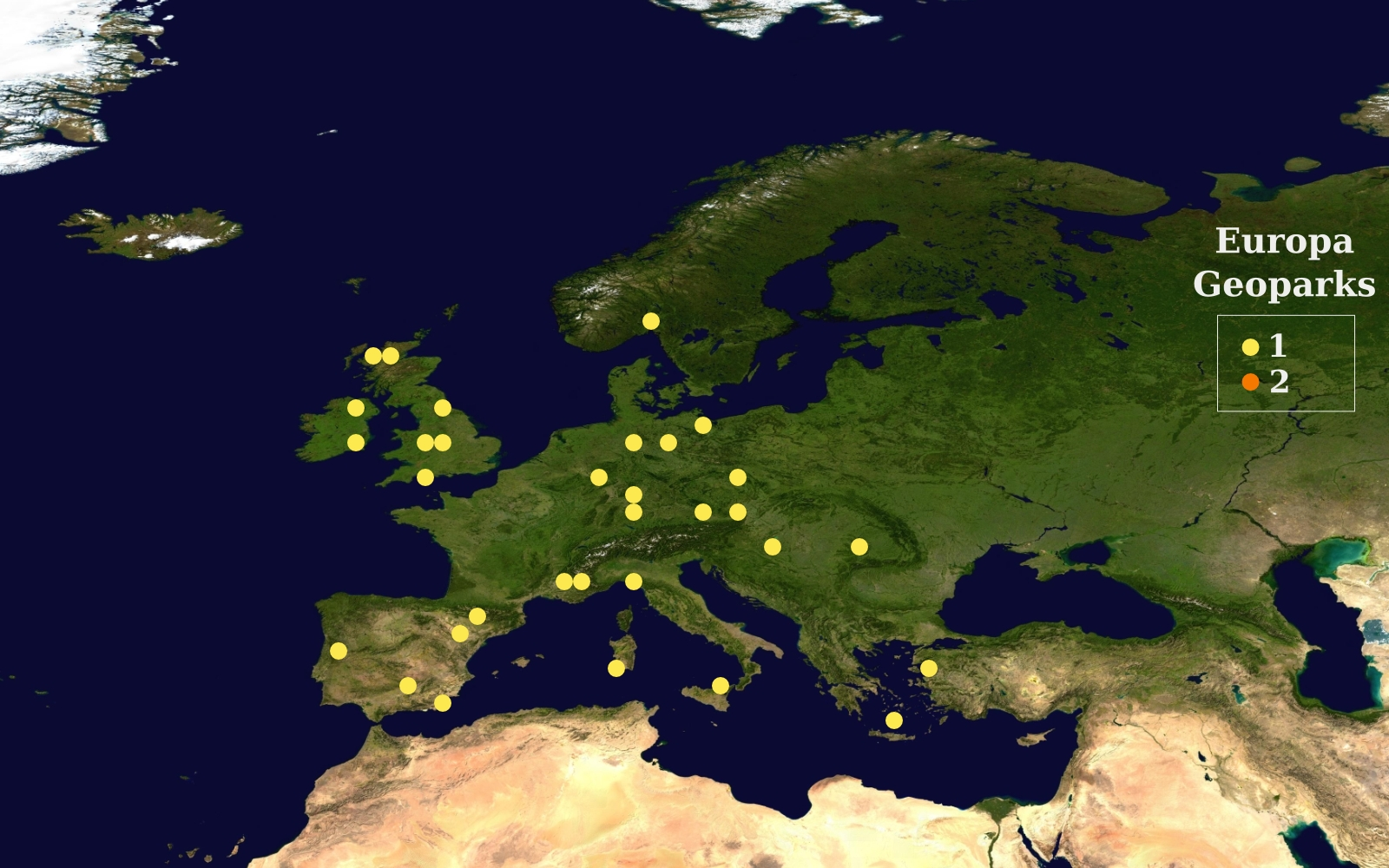
Mappa dei geoparchi europei

La Rete europea dei geoparchi (in inglese European Geoparks Network) è la sezione europea della Rete mondiale dei geoparchi, una non-profit che aggrega tutti i Geoparchi mondiali UNESCO (UNESCO Global Geoparks).
Così come quella europea esiste una sezione chiamata Asia Pacific Geoparks Network.
La rete europea dei geoparchi conta (giugno 2020) 75 geoparchi in 26 stati diversi

## Geoparchi della rete europea

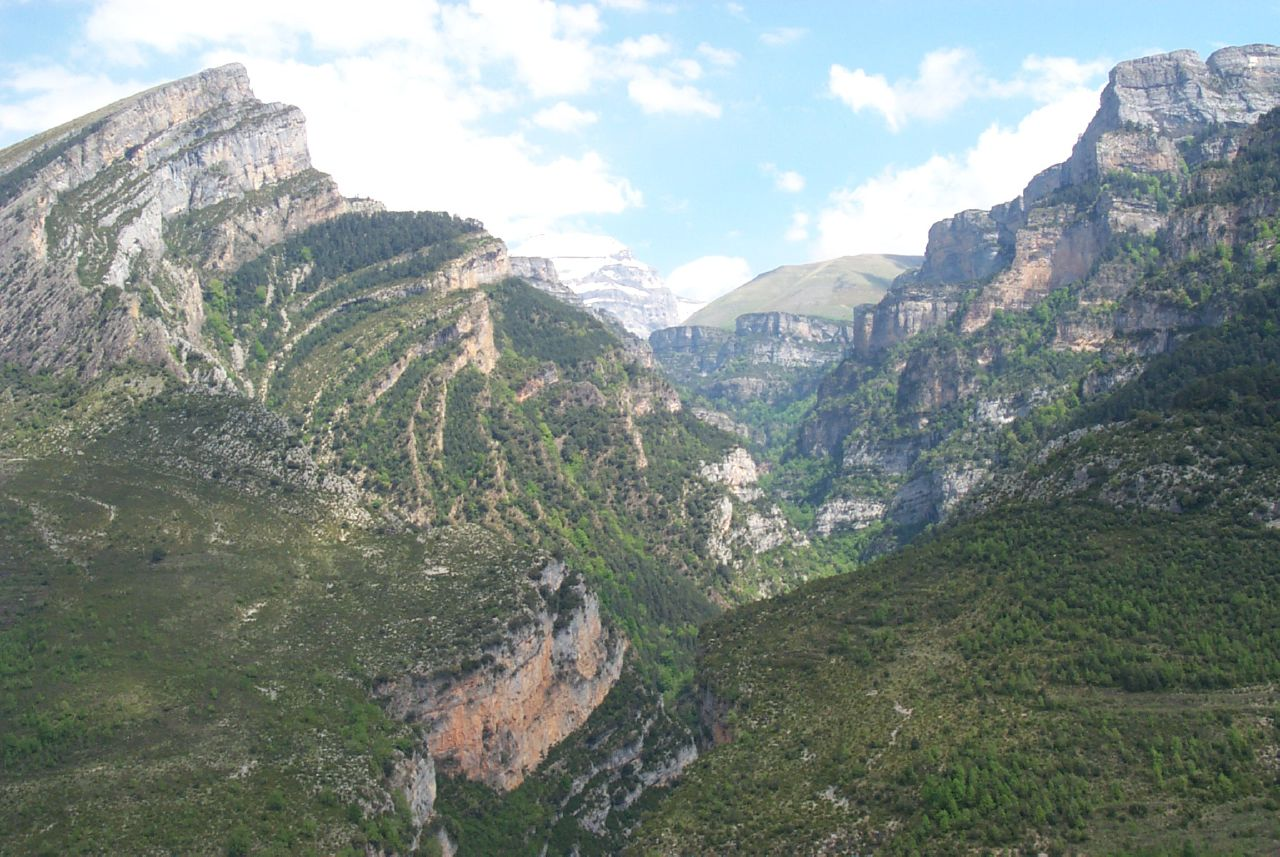
Anticlinale nel geoparco spagnolo di Sobrarbe.

Nel novembre 2014 facevano parte del network le seguenti aree protette:
| Nome del geoparco                                                                | Regione                     | Nazione              |
| -------------------------------------------------------------------------------- | --------------------------- | -------------------- |
| Adamello Brenta Geopark                                                          | Lombardia                   | Italia               |
| Apuan Alps Geopark                                                               | Toscana                     | Italia               |
| Arouca Geopark                                                                   |                             | Portogallo           |
| Azores Geopark                                                                   | Isole Azzorre               | Portogallo           |
| Bakony-Balaton Geopark                                                           |                             | Ungheria             |
| Geoparque de la Costa Vasca                                                      | Paesi Baschi                | Spagna               |
| Bauges Geopark                                                                   |                             | Francia              |
| Parco naturale regionale del Beigua                                              | Liguria                     | Italia               |
| Bergstrasse Odenwald Geopark                                                     |                             | Germania             |
| Bohemian Paradise Geopark                                                        |                             | Rep. Ceca            |
| Carnic Alps Geopark                                                              |                             | Austria              |
| Chablais Geopark                                                                 |                             | Francia              |
| Burren and Cliffs of Moher Geopark                                               | Munster                     | Irlanda              |
| Parco naturale Cabo de Gata-Nijar                                                | Andalusia                   | Spagna               |
| Central Catalunya Geopark                                                        | Catalogna                   | Spagna               |
| Chelmos-Vouraikos Geopark                                                        |                             | Grecia               |
| Geoparco del Cilento and Vallo di Diano Geopark                                  | Campania                    | Italia               |
| Copper Coast Geopark                                                             | Munster                     | Irlanda              |
| El Hierro                                                                        | Isole Canarie               | Spagna               |
| English Riviera Geopark                                                          | Inghilterra                 | Regno Unito          |
| Ertz der Alpen                                                                   |                             | Austria              |
| Forest Fawr Geopark                                                              | Galles                      | Regno Unito          |
| Gea Norvegica Geopark                                                            |                             | Norvegia             |
| Rocca di Cerere Geopark                                                          | Sicilia                     | Italia               |
| GeoMôn Geopark                                                                   | Galles                      | Regno Unito          |
| Harz - Brunswick Land - Eastphalia Geopark                                       |                             | Germania             |
| Hateg Country Dinosaur Geopark                                                   |                             | Romania              |
| Hondsrug Geopark                                                                 |                             | Paesi Bassi          |
| Idrija Geopark                                                                   |                             | Slovenia             |
| Karavanke/Karawanken                                                             |                             | Slovenia, Austria    |
| Katla Geopark                                                                    |                             | Islanda              |
| Kula Geopark                                                                     |                             | Turchia              |
| Lesvos Geopark                                                                   |                             | Grecia               |
| Parco delle Madonie                                                              | Sicilia                     | Italia               |
| Parque Cultural del Maestrazgo                                                   | Aragona                     | Spagna               |
| Magma Geopark                                                                    |                             | Norvegia             |
| Marble Arch Caves Global Geopark                                                 | Irlanda del Nord (parte UK) | Regno Unito, Irlanda |
| Geoparque Molina de Aragón - Alto Tajo                                           | Castiglia-La Mancia         | Spagna               |
| Monts d'Ardeche                                                                  |                             | Francia              |
| Muskau Arch Geopark                                                              |                             | Germania, Polonia    |
| Naturtejo Geopark                                                                |                             | Portogallo           |
| North Pennines AONB Geopark                                                      | Inghilterra                 | Regno Unito          |
| North West Highlands Geopark                                                     | Scozia                      | Regno Unito          |
| Novohrad - Nograd Geopark                                                        |                             | Ungheria, Slovacchia |
| Odsherred                                                                        |                             | Danimarca            |
| Papuk Geopark                                                                    |                             | Croazia              |
| Parc naturel régional du Luberon                                                 |                             | Francia              |
| Pollino Geopark                                                                  | Calabria/Basilicata         | Italia               |
| Parco naturale dello Psiloritis                                                  |                             | Grecia               |
| Reserve Geologique de Haute Provence                                             |                             | Francia              |
| Parco geominerario storico ed ambientale della Sardegna                          | Sardegna                    | Italia               |
| Rokua Geopark                                                                    |                             | Finlandia            |
| Sesia-Val Grande Geopark                                                         | Piemonte                    | Italia               |
| Shetland Geopark                                                                 | Scozia                      | Regno Unito          |
| Geoparque Sierra Norte de Sevilla                                                | Andalusia                   | Spagna               |
| Geoparque de Sobrarbe                                                            | Aragona                     | Spagna               |
| Styrian Eisenwurzen Geopark                                                      |                             | Austria              |
| Geoparque de las Sierras Subbéticas                                              | Andalusia                   | Spagna               |
| Swabian Alb Geopark                                                              |                             | Germania             |
| Terra.Vita Geopark                                                               |                             | Germania             |
| Terras de Cavaleiros                                                             |                             | Portogallo           |
| Troodos Geopark                                                                  |                             | Cipro                |
| Parco Archeologico Tecnologico delle Colline Metallifere - Tuscan Mining Geopark | Toscana                     | Italia               |
| Vikos-Aoos Geopark                                                               |                             | Grecia               |
| Villuercas-Ibores-Jara                                                           | Estremadura                 | Spagna               |
| Vulkaneifel Geopark                                                              |                             | Germania             |